# Рипе
Рипе (итал. Ripe) — коммуна в Италии, располагается в регионе Марке, в провинции Анкона.
Население составляет 3955 человек (2008 г.), плотность населения составляет 263 чел./км². Занимает площадь 15 км². Почтовый индекс — 60010. Телефонный код — 071.
Покровителем коммуны почитается святой Пеллегрин Осерский (Pellegrino d’Auxerre), празднование 16 мая.

## Демография
Динамика населения:

## Администрация коммуны
- Официальный сайт: https://web.archive.org/web/20130330164220/http://www.comune.ripe.an.it/